# Нюча-Тасуяха
Нюча-Тасуяха (устар. Нюча-Тасу-Яха) — река в России, протекает по Ямало-Ненецкому АО. Устье реки находится в 15 км по левому берегу реки Тасуяха. Длина реки составляет 18 км. В 1 км от устья, по левому берегу реки впадает река Тытынготояха.

## Данные водного реестра
По данным государственного водного реестра России относится к Нижнеобскому бассейновому округу, водохозяйственный участок реки — Пур. Речной бассейн реки — Пур.
Код объекта в государственном водном реестре — 15040000112115300057206.